# 前352年
| 千纪： | 前1千纪 |
| 世纪： | 前5世纪 \| 前4世纪 \| 前3世纪 |
| 年代： | 前380年代 \| 前370年代 \| 前360年代 \| 前350年代 \| 前340年代 \| 前330年代 \| 前320年代                                                                                             |
| 年份： | 前357年 \| 前356年 \| 前355年 \| 前354年 \| 前353年 \| 前352年 \| 前351年 \| 前350年 \| 前349年 \| 前348年 \| 前347年                                                               |
| 纪年： | 周顯王十七年 魯康公元年 齊威王五年 晉靜公五年 趙成侯二十三年 魏惠王十八年 韓昭侯十一年 秦孝公十年 楚宣王十八年 宋剔成君十八年 衛成侯十年 燕後文公十年 越王無顓九年 中山桓公二十九年 |

## 大事记
- 秦国商鞅担任大良造，攻魏国安邑。
- 齐国、宋国、卫国等諸侯圍魏国的襄陵，魏国联合韩国击败諸侯，齐国派楚国景舍前来求和。

## 逝世
- 奥诺马尔库斯，古希腊军事将领
- 摩索拉斯，波斯帝国卡里亚总督